# Intel Core i9
Intel Core i9 — родина процесорів x86-64 від Intel, у якій вперше використали мікроархітектуру Intel Skylake-X. Є продовженням родини Intel Core 2. Майбутні моделі процесорів — будуть мати від 6 до 12 ядер. Процесори випустили у червні 2017 року.